# Ofolanga

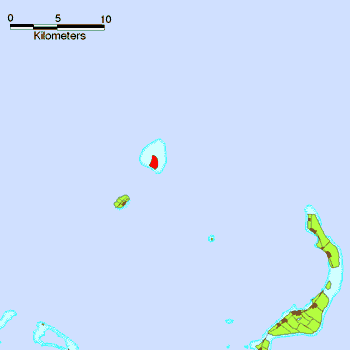
Ubicación de Ofolanga en las islas Ha'apai

Ofolanga es una isla en el distrito de Lifuka, en las islas Ha'apai (Tonga). La isla está a 14 km al oeste-noroeste de Ha'ano y tiene una superficie de menos de 2 km², con una elevación máxima de 7 metros sobre el nivel del mar. Está rodeada por una barrera de coral y una laguna.